# Kaczory (Piła)
Pour les articles homonymes, voir Kaczory.
Kaczory (prononciation : [kaˈt͡ʂɔrɨ], en allemand : Erpel) est un village de Pologne, située dans la voïvodie de Grande-Pologne. Elle est le chef-lieu de la gmina de Kaczory, dans le powiat de Piła.
Il se situe à 12 kilomètres au sud-est de Piła (siège du powiat) et à 78 kilomètres au nord de Poznań (capitale régionale).
Le village possède une population de 2911 habitants en 2009.

## Monument
- l'église paroissiale, construite entre 1994-2000.

## Voies de communications
Aucune route principale ne passe par le village. A cinq kilomètres plus au nord passe la route nationale 10, qui relie Szczecin à Varsovie.